# Пирасикаба (агломерация)

Город Пирасикаба на карте штата.

Пирасикаба (порт. Aglomeração Urbana de Piracicaba)  —  крупная городская агломерация в Бразилии. Центр — город Пирасикаба. Входит в штат Сан-Паулу. Находится к северо-западу от города и одноимённой агломерации Сан-Паулу.
Население составляет 1 400 113 человек на 2014 год. Занимает площадь 6998,15 км². Плотность населения — 200,1 чел./км² в 2014 году.
Включает 22 муниципалитета, в том числе город Пирасикаба и другие.